# Amoreuxia wrightii
La planta huevos de víbora (Amoreuxia wrightii) es una especie de la familia del achiote (Bixaceae), dentro del orden Malvales en lo que comúnmente llamamos grupo de las dicotiledóneas, aunque hoy en día se agrupan dentro del grupo Magnoliopsida. El nombre del género Amoreuxia se dio en honor del médico y naturalista  francés del siglo XIX Pierre-Joseph Amoreux, la especie, A. wrightii, se dio en honor de Charles Wright, botánico americano del siglo XIX quien colectó y muestreó en el estado de Texas, EUA.

## Clasificación y descripción
Planta herbácea perenne con raíces alargadas y engrosadas, rojizas por dentro, tallos de 15 a 50 cm de alto, puberulenta hacia las partes jóvenes, provista (principalmente en el tallo y en los peciolos) de gotas de exudado resinoso, esparcidas o densas, anaranjadas a rojizas en la juventud, oscuras con el tiempo; estípulas subulado-filiformes, de alrededor de 1 mm de largo, peciolos delgados, de 5 a 7(8) cm de largo, láminas cordiformes en contorno general, con frecuencia un poco más anchas que largas, de 3 a 6 cm de largo y 4 a 8 cm de ancho, base cordada, palmatipartidas hasta cerca de su base en 5 (raras veces 7) lóbulos obovoides a subrómbicos, cuneados en la base, de 1.5 a 3 cm de ancho, con el margen entero o subentero en su parte inferior, irregularmente aserrado en la superior, glabras; flores de (5)6 a 7.5 cm de diámetro; sépalos oblongos, de 1.8 a 2 cm de largo, de 5 a 8 mm de ancho, el superior un poco más corto que los demás, agudos en el ápice; pétalos obovados, algo desiguales, de unos 3 cm de largo, amarillos o anaranjados, los 2 superiores con 2 manchas rojas evidentes en la base, cada uno de los pétalos adyacentes provisto de una mácula y el inferior de coloración uniforme; anteras del conjunto superior de 2 a 3.5 mm de largo y 0.7 mm de ancho, las del grupo inferior de 3 a 4.5 mm de largo y 0.7 mm de ancho; pedúnculo fructífero muy alargado, hasta de unos 15 cm de longitud, cápsula ampliamente ovoide, de 3 a 6 cm de largo, diminutamente puberulenta; semillas subglobosas a subovoides, ligeramente aplanadas del lado del hilo, de alrededor de 4 mm de largo, glabras, brillantes, reticulado rugosas.

## Distribución
Su distribución abarca desde el sur de Texas en E.U.A. hasta Sudamérica; en México se ha registrado en los estados de Chihuahua, Coahuila, Nuevo León, Tamaulipas, Durango, San Luis Potosí, Querétaro, Veracruz, Campeche y Yucatán.

## Ambiente
habita en zonas con vegetación secundaria, y suelos perturbados; se registrado desde los 300 m y a más de  1000 m de altitud.

## Estado de conservación
En México se cataloga bajo “En Peligro” en la NOM-059-SEMARNAT-2010; esta especie aun no ha sido evaluada por la Lista Roja de Especies Amenazadas.